# Ubayd Allah ibn Ziyad
ʿUbayd Allāh b. Ziyād, figlio di Ziyād b. Abīhi (fl. VII secolo), è stato governatore del Khorasan durante il califfato di Muʿāwiya I, nel 673-74.
Poco dopo avanzò con il suo esercito, dirigendosi verso il fiume Oxus conquistando i territori fino a Bukhara, ma non rimase a lungo in Khorasan. Tra il 674 e il 677, il governatore di Basra, ʿAbd Allāh b. ʿAmr b. Ghaylān, venne deposto e l'amministrazione della città fu affidata a ʿUbayd Allāh che nominò temporaneamente Aslam b. Zurʿa al-Kilābī suo sostituto in Khorasan, più tardi sollevato però dall'incarico.
Dopo il suo arrivo a Basra, ʿUbayd Allāh nominò ʿAbd Allāh b. Hisn capo delle forze di polizia e affidò a Zurāra b. ʿAwfa il compito di qadi, prima che questi lo cedesse a sua volta a Ibn Udhayna al-ʿAbdī. Nel frattempo cercò di sconfiggere i Kharigiti evitando comunque un conflitto aperto, ma quando i suoi sforzi fallirono, dovette ricorrere alla forza per riportarli sotto la sua autorità. Il popolo guidato da ʿUrwa b. Ubayya contestò ad ʿUbayd Allāh lo sperpero di denaro per la costruzione di monumenti che esaltavano la sua persona e il suo desiderio di immortalità, ma il capo della contestazione venne ucciso.
ʿUbayd Allāh fece imprigionare Mirdās b. Udayya, capo dei Kharigiti di Basra. Un suo amico, durante la notte, udì una conversazione di Ibn Ziyād in cui menzionava i Kharigiti, esprimendo la sua intenzione di ucciderli la mattina seguente. Mirdās venne informato immediatamente dai suoi compagni. Quando la mattina ʿUbayd Allāh iniziò lo sterminio, fece convocare Mirdās e decise di rilasciarlo. Egli si allontanò da Basra con quaranta uomini fornendo l'occasione a ʿUbayd Allāh di inviargli contro un esercito guidato da Ibn Hisn al-Tamīmī.
Nel 679-80 fu nominato dal califfo Yazīd I governatore di Kufa, pur mantenendo il suo posto a Basra. Ma gli alidi di Kufa invocarono l'intervento di al-Ḥusayn b. ʿAlī, nipote del Profeta, per liberarsi dal potere "usurpatore" e "oppressivo" di Damasco. Inizialmente al-Husayn decise di inviare suo cugino Muslim b. ʿAqīl ma questi, dopo aver fomentato la popolazione per farla insorgere, fu catturato e ucciso. Allora al-Husayn, persuaso dai figli di Muslim, lasciò Mecca per recarsi a Kufa, ma ʿUbayd Allāh inviò delle truppe contro di lui guidate da ʿUmar b. Saʿd b. Abī Waqqāṣ e il 10 ottobre 680 (10 Muharram 61 E.) si incontrarono a Karbalāʾ.
Dopo che al-Husayn ebbe rifiutato l'ingiunzione di ʿUmar di riconoscere la legittimità del Comandante dei Credenti omayyade, si scatenò il massacro che risparmiò solo il figlio di al-Husayn, destinato a divenire il quarto Imam sciita. Questo giorno resta impresso nella memoria dell'Islam come il giorno della ʿAshūra e consacra la definitiva rottura tra futuri sciiti e sunniti.
Con la morte di Yazid il 10 novembre 683, iniziò un periodo turbolento. I Kufani, rimasti delusi dal comportamento di ʿUbayd Allāh che aveva prelevato denari dalle casse cittadine per fini personali, lo costrinsero alla fuga in Siria, dove egli giunse grazie alla protezione di Masʿūd b. ʿAmr al-Azdī. Infatti prima di fuggire, ʿUbayd Allāh, nominò Masʿūd suo sostituto, ma la popolazione di Basra non volle accettare una persona nominata dal vecchio governatore e così nello stesso anno ʿAbd Allāh b. al-Hārith b. Nawfal, detto Babba, fu nominato wali.
Dopo la morte di Muʿāwiya II, ʿUbayd Allāh sostenne il partito omayyade e invitò Marwān b. al-Hakam a presentarsi come candidato alla successione.
Marwān e i suoi seguaci, compreso ʿUbayd Allāh, si diressero a Damasco dove la popolazione aveva stretto alleanza con al-Dahhāk b. Qays al-Fihri, in precedenza stretto collaboratore del califfo, ma che secondo ʿUbayd Allāh aveva mire politiche che lo avrebbero portato a farsi riconoscere califfo. Dopo essere stato proclamato califfo, Marwān si mosse contro al-Dahhāk, e nella battaglia di Marj Rahit questi morì, mentre ʿUbayd Allāh era al comando di un'ala dell'esercito di Marwān.
Nel 684 fu inviato con al-Ḥusayn b. al-Numayr al-Sakūnī dal califfo a invadere l'Iraq per riportare questa provincia ribelle all'obbedienza una volta per tutte e ʿUbayd Allāh affermò con orgoglio di essere stato sempre nominato governatore di tutti i paesi che avrebbe portato all'obbedienza del califfo omayyade.
Il primo scontro lo ebbe con Sulaymān b. Surad che, insieme ai suoi compagni (Penitenti), tentò di vendicare la morte di al-Husayn. Accampatosi con il suo esercito ad al-Nukhayala, decise di attaccare a sorpresa ʿUbayd Allāh, causandogli varie perdite. Credendo di aver vinto la battaglia, l'esercito di Sulaymān indietreggiò ma ibn Ziyād, venuto a conoscenza della disfatta, inviò nuove forze guidate da al-Husain b. al-Numayr che seppe imporsi nella battaglia e riuscì ad eliminare Sulaymān il 6 gennaio 685.
Proprio durante la sua campagna militare, ʿUbayd Allāh venne raggiunto dalla notizia della morte di Marwān, ma il suo figlio e successore ʿAbd al-Malik confermò ʿUbayd Allāh alla guida dell'esercito in Mesopotamia per continuare la lotta contro i nemici del califfato.
Successivamente continuò la sua avanzata su Mosul, ma un esercito che al-Mukhtar ibn Abi 'Ubayd aveva inviato contro di lui nel luglio 686 mise in fuga le avanguardie dell'esercito siriano, anche se non osò attaccare il corpo principale poiché la loro guida, Yazīd b. Anas, era stata uccisa nello scontro. Subito dopo venne nominato un nuovo capo, Ibrāhīm b. Malik b. al Ashtar che attaccò i Siriani, non a caso, nel giorno dell'Ashura del 686/67. La battaglia fu combattuta sul fiume Khazir, nelle vicinanze di Mosul. Uno dei subordinati di ʿUbayd Allāh passò però al nemico e i Siriani subirono una sconfitta disastrosa in cui sia ʿUbayd Allāh, sia al-Husayn b. al-Numayr furono uccisi e le loro teste mostrate come segno ammonitore che giustizia era stata fatta per la morte di al-Ḥusayn.